# Заволоччя
Заволоччя — історична область в X — XIV сторіччях, у сточищах Північної Двіни й Онега, за «волоками», що зв'язували Онезьке озеро з озером Білим і річкою Шексна на території сучасної Вологодської області. Територія була багата хутровим звіром і соляними угіддями. Населення переважно займалося землеробством, хутровим і рибним промислами.
Заволоччя розширювалося в міру просування колонізації Новгородською роспублікою.
Початково Заволоччям був край за найближчим волоком озерного сточища, що був приєднаний до Новгородського князівства у 1050—1100 роках.
Приблизно 1150 року Новгородська республіка колонізує правобережний край за Північною Двіною і вздовж Вичегди.
Приблизно 1250 року Новгородська республіка просуває свої межі у Печорський край — сточище Печори, що теж увійшло до Заволоччя.
Одночасно на півночі Новгородська республіка просувається з перешийка між Онежським і Ладозьким озерами до Кольського півострова.

## Історія
До новгородської колонізації Заволоччя було населене фінно-угорськими племенами. У Повісті временних літ зазначено, що ще до покликання варягів «… на Білоозері сидить весь, а на Ростовському озері меря, а на Клещині озері також меря. А на річці Ока — там, де вона впадає в Волгу, — мурома, що говорить своєю мовою, і череміси, що говорять своєю мовою, і мордва, що говорить своєю мовою… А ось інші народи, що дають данину Русі: чудь, меря, весь, мурома, череміси, мордва, перм, печера, ям, литва, зимігола, корсь, нарова, ліви…» Білозерська весь поряд з іншою чудью, слов'янами (ільменськими) і кривичами прийняла правління Рюрика в 862 році, і в давньому місті Білоозеро варязьку владу представляв легендарний родич Рюрика Синеус. У вступі до Повісті временних літ, серед народів, що сидять у країнах Яфета, згадується чудь заволоцька, яке етнічно, переважно відносить дослідниками до весі.
До X сторіччя в Заволоччя слов'яни селилися вузькою смугою від Онезького до Білого озера. Новгородська республіка стягувала тоді данину і підтримувала торговельні відносини з фіно-угорськими племенами земель на схід від Заволоччя. У Повісті временних літ під 1096 роком згадується розповідь новгородців про похід за даниною на Печору. Кінцем X сторіччя датується кириличний напис на руському дерев'яному циліндрі-замку (пломбі), що згадує Тіхманьгу (на захід від озера Лача), XI сторіччям — написи на пломбах, що згадують Пінегу (Пінезе) і Усть-Вагу (Оустьє-Вагі), Ємца й Вага. До початку XII сторіччя новгородські селища були в сточищі Онеги, Ваги і Північної Двіни. У Статутній грамоті новгородського князя Святослава Ольговича 1137 року зазначено, що виплачують церковну десятину (отже християнські) селища і погости на Білому морі (Погост на морі), над річкою Вага (Оустья Ваг), поселення Устя-Ємьца при впадінні річки Емца в Північну Двіну. Місто Білоозеро тоді увійшло до складу Ростовсько-Суздальського князівства, а північна частина Заволоччя залишилася частиною Новгородської республіки.
Новгородський літопис під 1169 роком згадує Даньслава, який ходив на Двіну за Волок «даньнником з дружиною». .
Кордоном XII—XIII століть датується дерев'яна дощечка-бирка з Троїцького-XV розкопу в Новгороді, на якій є напис " Устя Емці " .
Заволоччя згадується в новгородській берестяній грамоті № 145 (1260—1280 роки).
Слов'янське населення Заволоччя чисельно швидко зростало після першого нападу монголо-татар на руські князівства, в зв'язку з масовою стихійною міграцією з прикордонних областей, відкритих до набігів зі степу.
У 1320 Новгородська республіка здійснила похід на Норвегію, що тоді перебувала в особистій унії зі Швецією: «Лоук ходи на Мурман». На початку XIV сторіччя Білоозеро було викуплено Великим князем московським, й центром новгородського Заволоччя стало Наддвіння. 1342 року син померлого посадника Варфоломія Юрійовича Лука вирушив до Заволоччя «без митрополичого благословіння і владичня», де розорив безліч сіл по Північній Двіні й Вазі. «Скупив ємцян» і підпорядкував Заволоччя, Лука Варфоломеєв заснував фортецю Орлець на річці Ємця, але був убитий Заволочанами.
У 1360-ті — 1380-і роки в Новгороді виникли серйозні перебої з хлібом. Щоб розв'язати цю проблему загони новгородських ушкуйників пішли через Заволоччя в Волзьку Булгарію і слов'янські надволзькі міста. Похід не був повністю успішним, проте викликав спротив Московського князівства. У 1386 році князь Дмитро Донський зважився на військовий похід проти Новгородської республіки. Новгородці пішли на «мирову» і викупили свій спокій за 8 тисяч рублів. Велика частина суми була зібрана в підконтрольному Новгородщині Заволоччі.
До 1462 році Вазька земля приєднана до Великого князівства московського. У 1471 році, після битви на Шиленьзі Московія приєднала багато земель у Наддвінні. У 1478 році уся Новгородська республіка була анексована Великим московським князівством, а разом з нею решта Двинської землі.